# The Conmen in Vegas
Série
The Conman
(1998)
Pour plus de détails, voir Fiche technique et Distribution.
The Conmen in Vegas (賭俠大戰拉斯維加斯, Du xia da zhan La Si Wei Jia Si, litt. « Les Chevaliers du jeu à Las Vegas ») est une comédie d'action hongkongaise écrite, produite et réalisée par Wong Jing et sortie en 1999 à Hong Kong. C'est la suite de The Conman, sorti six mois plus tôt.
Tournée en partie au Caesars Palace de Las Vegas, elle totalise 17 761 670 HK$ de recettes au box-office, à peu près comme son prédécesseur.

## Synopsis
Suite directe de The Conman. La sœur de Dragon (Nick Cheung), Ching, part étudier au Canada. Après que King (Andy Lau) et Dragon aient vaincu Macau Mon, ils s'associent pour tricher au jeu. Avec l'un des cousins de Dragons, Luk Chard (Natalis Chan), le trio tente d'arnaquer une grosse somme d’argent à Big Eyed Man (Nam Yin) dans son casino souterrain. Tandis que les tricheurs s'amusent, Man envoie alors des hommes pour les tuer. King et Luk Chard réussissent à s'enfuir mais Dragon est capturé.
King et Luk Chard sont ensuite emmenés au Senior Chinese Front où il s'avère qu'on leur propose de les embaucher pour aller à Las Vegas afin de mener à bien une tâche : enlever Peter Chu (Alex Man (en)), responsable de plusieurs projets de « dépôt de tofu » (en) ces dernières années en Chine et du vol d'une grande quantité de propriétés avant de fuir aux États-Unis. Étant soutenu par de nombreux politiciens américains et des gangs organisés, il ne peut être extradé par voie légale et la mission du trio et donc de l'enlever au casino où il se rend tous les jours. King et Luk recevront pour cela 120 millions $ de récompenses. Puisque que King doit 30 000 000 $ à Big Eyed Man pour sauver Dragon, il accepte de partir pour Las Vegas avec Luk Chard.
À leur arrivée aux États-Unis, King et Luk Chard font la rencontre de deux magnifiques femmes, Betty (Kelly Lin) et Sammi (Meggie Yu). Tous les quatre tendent le piège pour Chu et, avec l'aide de l'ami de King, le réalisateur de films pour adultes Handsome Wu (Wong Jing), ils réussissent à capturer Peter Chu et à le ramener en Chine pour récupérer l'argent volé et ainsi sauver Dragon. Après cela, King et Betty commencent une relation.

## Fiche technique
- Titre : The Conmen in Vegas
- Titre original : 賭俠1999 (Du xia da zhan La Si Wei Jia Si)
- Réalisation : Wong Jing
- Scénario : Wong Jing
- Photographie : Horace Wong
- Montage : Marco Mak et Angie Lam
- Musique : Ronald Ng
- Production : Wong Jing
- Société de production : Win's Entertainment et Jing's Production
- Société de distribution : China Star Entertainment Group
- Pays de production :  Hong Kong
- Langue originale : cantonais
- Format : couleur
- Genre : comédie, action
- Durée : 93 minutes
- Dates de sortie :
  - Hong Kong : 25 juin 1999

## Distribution
- Andy Lau : King
- Natalis Chan : Luk Chard
- Nick Cheung : Dragon
- Kelly Lin : Betty
- Meggie Yu : Sammi
- Jewel Lee : Fei-fei
- Alex Man (en) : Peter Chu
- Nam Yin : Big Eyed Man
- Wong Jing : Handsome Wu